# Ezov

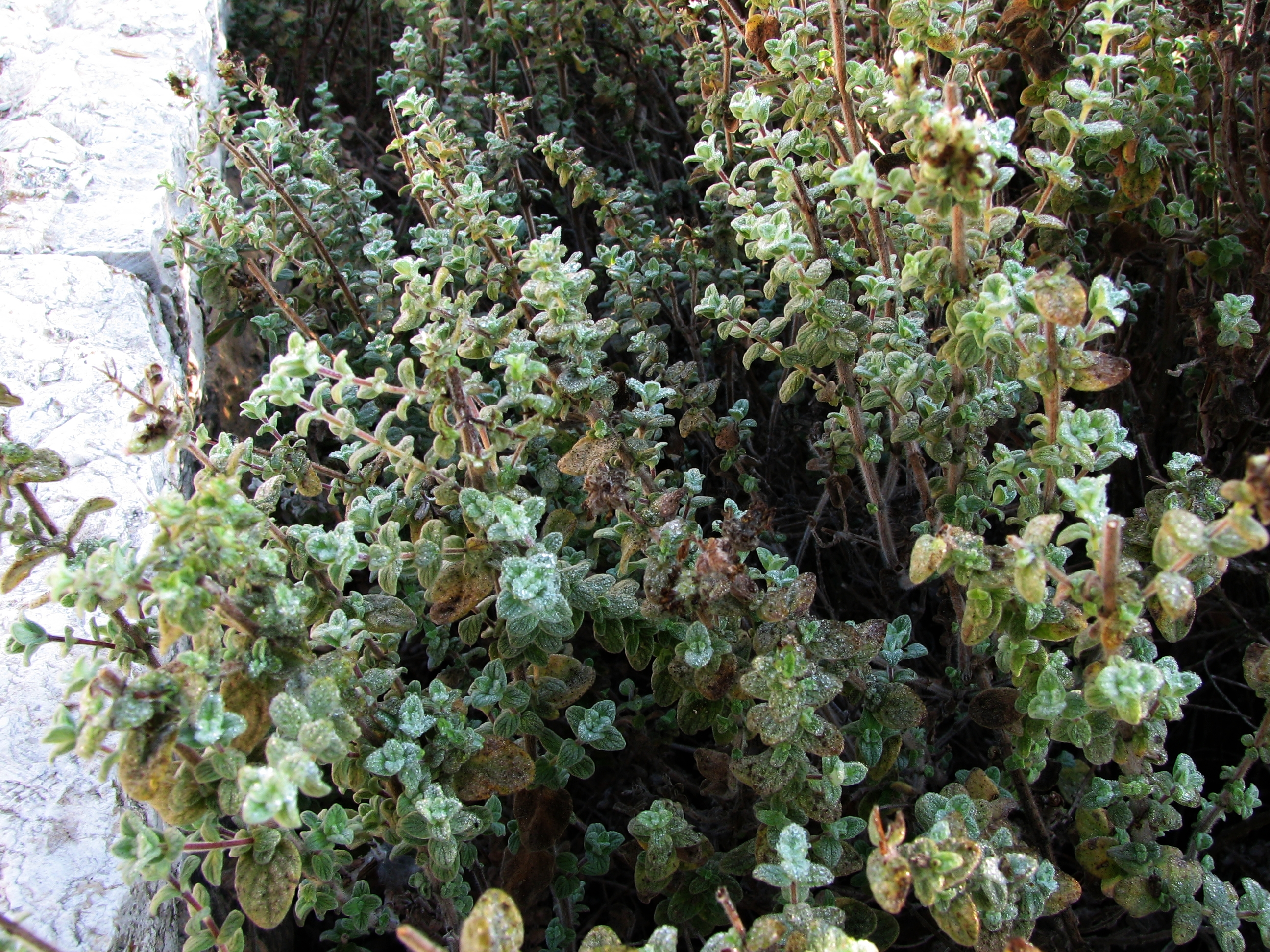
Tufă de za'atar în Ierusalim.

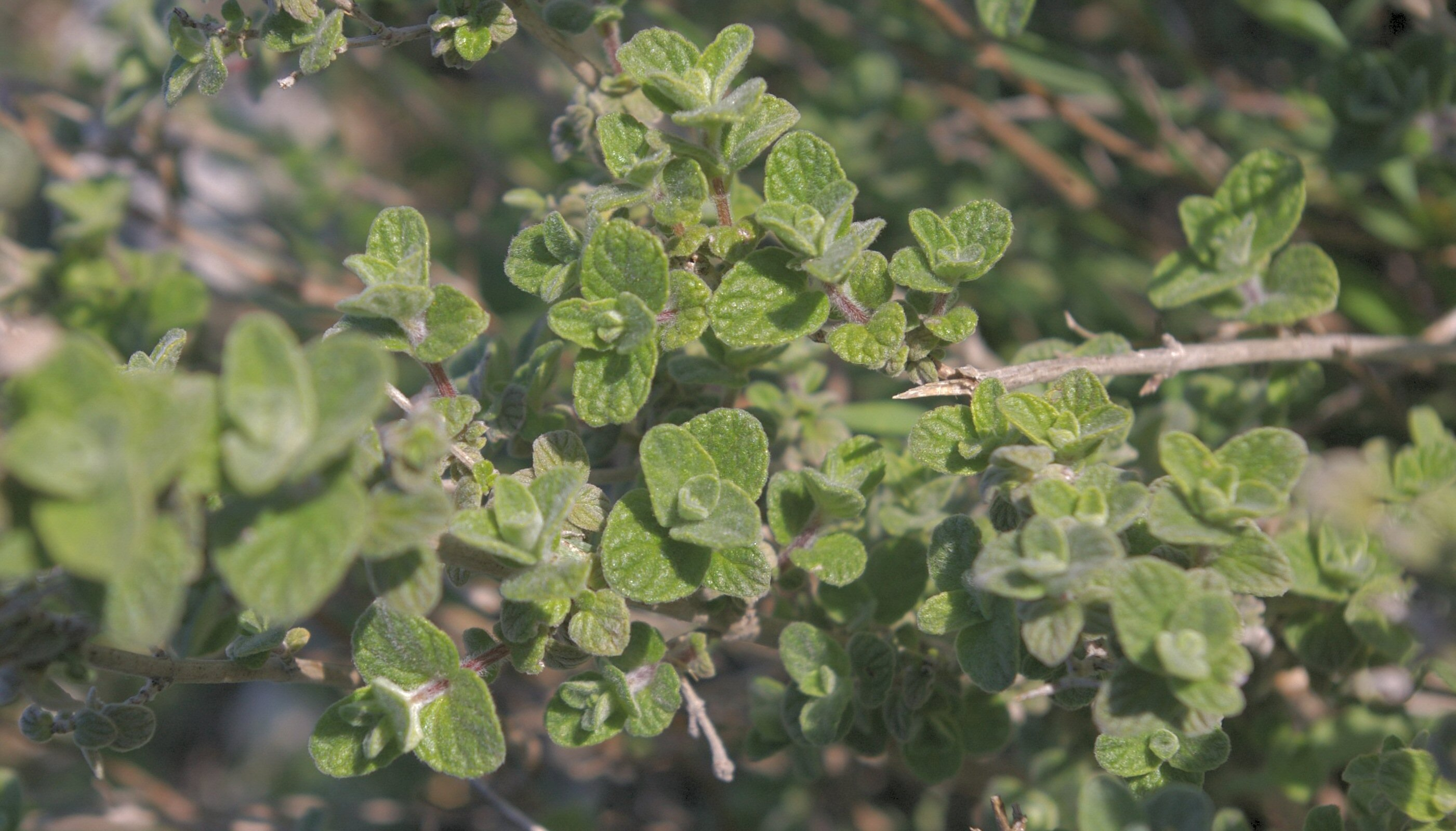
Ezov sau maiorană siriacă.

Ezov (în ebraică אזוב) este denumirea în ebraică a plantei menționate de Biblie în contextul unor ritualurilor religioase. În câteva traduceri moderne ale Vechiului Testament, cuvântul este alfabetizat ca ezov sau ca ezob în engleză.
Septuaginta traduce numele ca ὕσσωπος hyssoupos, și traducerile moderne ale Bibliei deseori urmează această redare, din cauza că este prima traducere într-o limbă indo-europeană, aramaica fiind tot un dialect derivat din limba semitică veche. Cuvântul ebraic אזוב și cuvântul grecesc ὕσσωπος probabil împărtășesc o origine comună (necunoscută).
În Biblie, ezovul este descris ca o mică plantă găsită pe ori lângă ziduri cu un miros aromatic. Maimonide și alți critici ebraici timpurii identifică ezovul cu  za'atar-ul, un nume care se mai poate referi la variate ierburi locale, incluzând maghiranul, oreganoul și cimbrul, care au proprietăți aromatice și de curățire, cresc sălbatice în Israel, și pot cu ușurință să fie torsadate împreună pentru a fi folosire la stropire.
Noul Testament (scris în greaca koine, sau comună) menționează că "isopul" a fost folosit, împreună cu oțetul, la atenuarea setei lui Iisus pe durata Patimilor; planta de oregano are stemi scurți și unii scribi spun că ar fi fost prea scurt ca să ajungă prima lună pe durata căreia era răstignirea lui Iisus. Un număr de scribi au identificat ezovul cu planta capera  (Capparis spinosa), pe care arabii o numesc azaf. Caperele sunt native din zona mediteraneană, și sunt considerate ca având proprietăți de curățire.

## Folosire ritualică

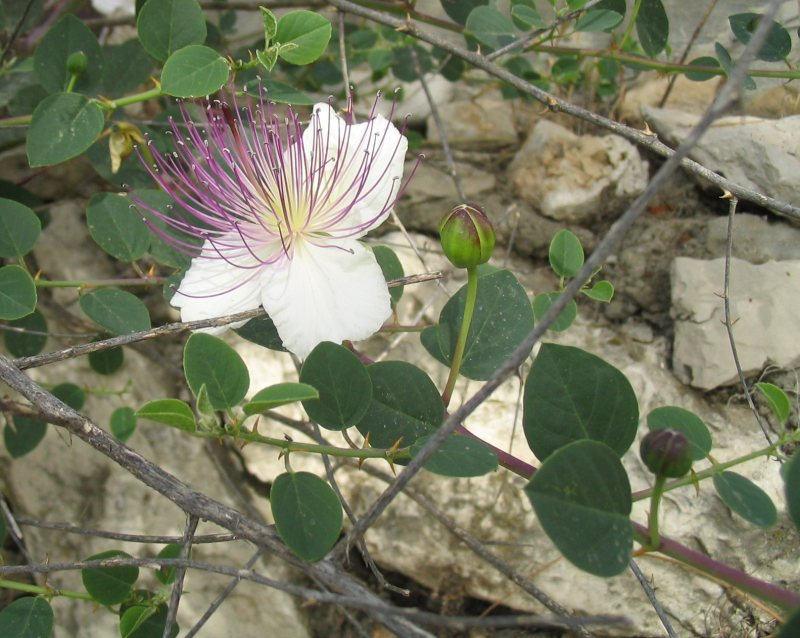
Capere plantă

În Vechiul Testament, când israeliții erau ținuți ca sclavi în Egipt, aceștia au folosit ezov în ritualul de Paști, acesta fiind utilizat pentru a stropi sângele mielului pe ușciorii ușii din  cartierul unde trăiau sclavii, așa încât Domnul să să-i identifice și să nu îngăduie "nimicitorului" să intre în casele acestora atunci când va veni să-i ia pe întâii născuți ai egiptenilor. Mai târziu, odată ce israeliții s-au așezat în Țara Făgăduinței, au folosit ezov mai frecvent pentru alte ritualuri. A fost folosit în ritualul curățirii de lepră și pentru ritualul purificării. În Psalmi, stropirea cu ezov este folosită alegoric ca referință la purificarea inimii.
Biserica Romano-Catolică a adoptat pentru ritualul biblic de stropire isopul ca ezov. Unele secte practică curățarea rituală a oamenilor și a obiectelor prin infuzie cu asparagus pe durata ritualului în stropitură.